# Płaszcz polowy wz.1919

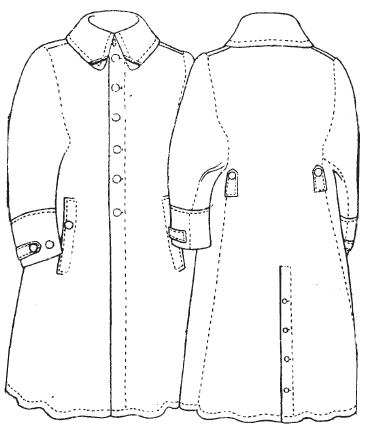
Płaszcz polowy wz. 1919

Płaszcz polowy wz.1919 – wierzchnie okrycie żołnierza Wojska Polskiego II RP.
Płaszcz wykonany był z grubego szaro-brunatno-zielonego sukna. Na piersiach, plecach i rękawach podszyty był szarą, płócienną podszewką. Winien kończyć się ok. 35 cm od ziemi, a szerokość dolnego obwodu winna wynosić 200 – 250 cm. Do 1924 roku nosili go zarówno oficerowie i podoficerowie, a także szeregowi.
Płaszcz zapinany był z przodu na 6 guzików mundurowych Długość  ramion od 15 do 18 cm. Podczas marszu, na dolnych rogach płaszcza od wewnątrz, guzik i patka z dziurką spinała poły z tyłu. Dla podtrzymania pasa przy bocznych szwach pleców, przyszyte były dwie, zapinane na guzik mundurowy, patki o szerokości 4 cm i długości 8 cm.
Kołnierz wykonany był z tego samego sukna co płaszcz, lecz posiadał nieco więcej odcienia brązowego. Zapinany był na skórzaną pętelkę przyszytą pod lewym brzegiem kołnierza i baryłeczkę ze skóry prasowanej. Wyłożona część kołnierza z przodu miała 14 cm, a z tyłu 10 cm. Na lewym wewnętrznym rogu kołnierza umieszczono patkę do zapinania podniesionego kołnierza, a na prawym guzik. Na przednich rogach kołnierza naszyte były ukośnie barwy broni lub służby w postaci dwóch pasków obok siebie, każdy szerokości 0,5 cm, długości 8 cm.
Rękaw o szerokości przy wszyciu od 27 do 30 cm, u dołu 18 do 19 cm, zakończony  wyłogami wykładanymi na 18 do 19 cm. Na spodniej części rękawa, w odległości 3 cm od dolnego brzegu, przyszyta patka o szerokości 4 cm i długości 9 cm. Patka ścięta na końcu, zapięta na jeden guzik mundurowy, przyszyty do rękawa. Przy szwie, w odległości około 8 cm, na górnej części rękawa przyszyty guzik tak, aby przy zapięciu patki rękaw przylegał do ręki.
Dwie kieszenie przecięte pionowo i zapinane na guzik mundurowy. Długość przecięcia 20 do 24 cm, a pod przecięciem od spodu kieszeń 20x20 cm. Przecięcie umieszczone na takiej wysokości, aby łatwo było sięgać ręką i do kieszeni płaszcza i do kieszeni spodni.
Naramienniki z sukna płaszcza szerokości 5 cm zwężające się ku górze do 3,5 cm, ścięte u góry i zapinane na guzik mundurowy przyszyty do płaszcza przy kołnierzu.
Płaszcz przeznaczony dla kawalerzysty rozcięty był z tyłu do siedzenia i zapinany na 4 guziki mundurowe małe. Oficerowie poza frontem mogli nosić na płaszczu pasek wykonany z sukna płaszcza. Zimą dozwolone było podszywanie lub podpinanie futra pod płaszcz, oraz przypinanie futrzanego kołnierza z dowolnego futra.